# 2018-as mexikói szövetségi választás
A 2018-as mexikói szövetségi választást 2018. július 1-én tartották meg Mexikóban.
A szövetségi választáson több választás is adott volt:
- Megválasztották Mexikó új elnökét hat éves ciklusra, ugyanis elnöki tisztséget az alkotmány szerint csak egyszer tölthet be valaki, így a jelenlegi elnök Enrique Peña Nieto nem indulhatott újra.
- A szövetségi törvényhozás tagjait is megválasztották, aminek keretében a képviselőiket három évre, a szenátorokat 6 éves ciklusra választják meg.
- Ezek mellett 30 mexikói államban tartottak helyhatósági választásokat. Chiapas, Guanajuato, Jalisco, Morelos, Puebla, Tabasco, Veracruz és Yucatán államok és Mexikóváros új kormányzót választott.

## Választási rendszer
Mexikóban vegyes választási rendszer van. A Képviselőházban összesen 500 mandátumot osztanak ki, amiből 300 mandátumot többségi rendszer értelmében egyéni választókerületi szavazás során osztanak ki, a maradék 200 mandátumot arányos, listás szavazás rendszer értelmében a többmandátumos választókerületekben osztanak ki.
A Szenátusban 128 mandátumot osztanak ki kétféle rendszerben: 96 mandátumot a 31 mexikói állam és a főváros területével megegyező többmandátumos választókerületekben osztanak ki, aminek során államonként 2-3 szenátort kell megválasztani, 2 mandátumot a legtöbb szavazatot kapó párt, míg a maradék egyet a második legtöbb szavazatot kapó párt kapja. A maradék 32 mandátumot arányos képviselet értelmében, országos, zárt pártlistás szavazás során osztják ki.

## Elnök-jelöltek

### Mindenki Mexikóért(Todos por México:PRI, PVEM és Új Szövetség)

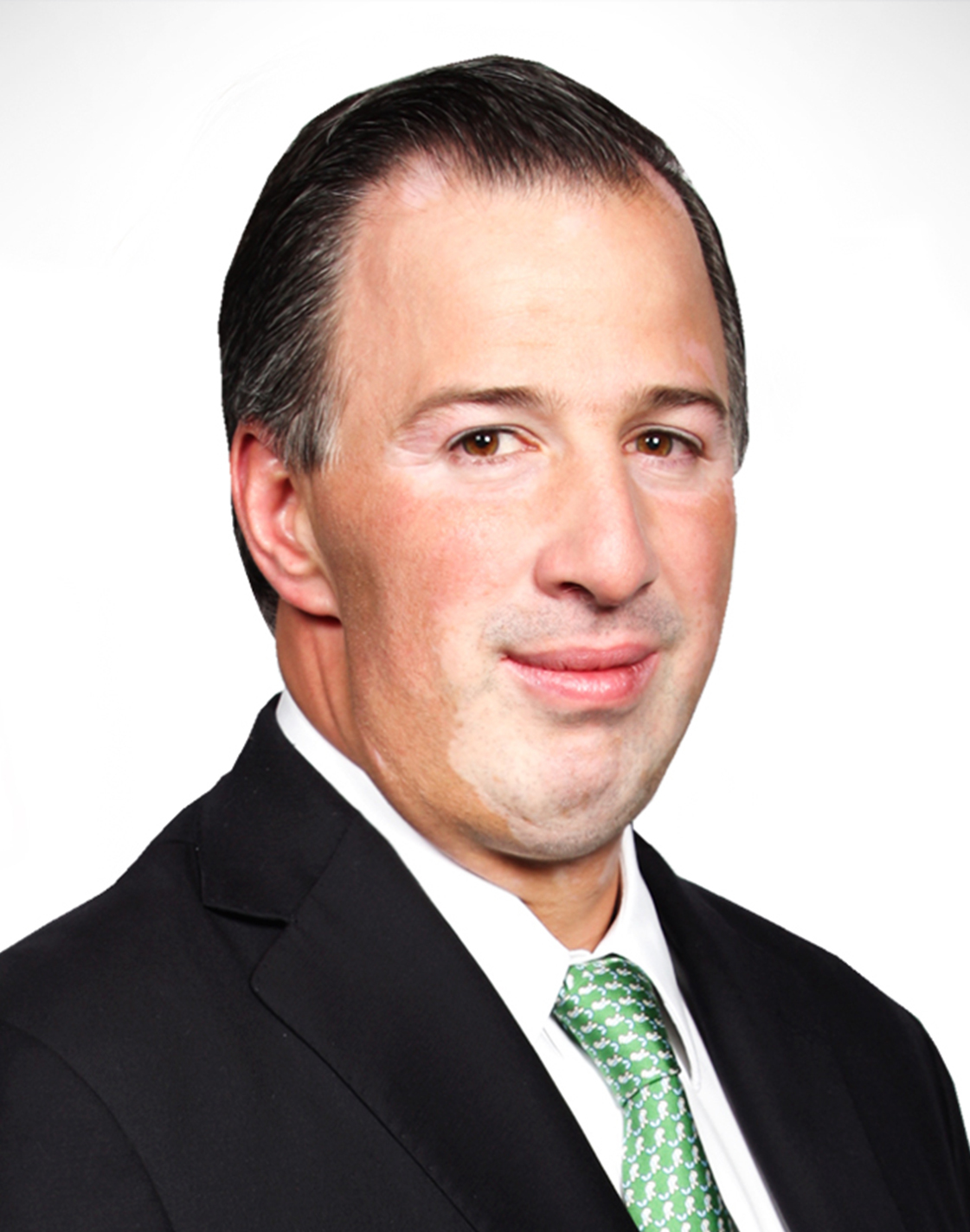
José Antonio Meade Kuribreña

A koalíció legfőbb pártja a PRI, amely 2018. február 18-án egyezett meg  José Antonio Meade Kuribreña személyéről, aki Enrique Peña Nieto elnöksége alatt külügyi, társadalmi fejlesztési, energiaügyi miniszter volt illetve Felipe Calderón ideje alatt pénzügyi miniszter volt.

### Előre Mexikóért(Por Méxcio el Frente:PAN,PRDés MC)

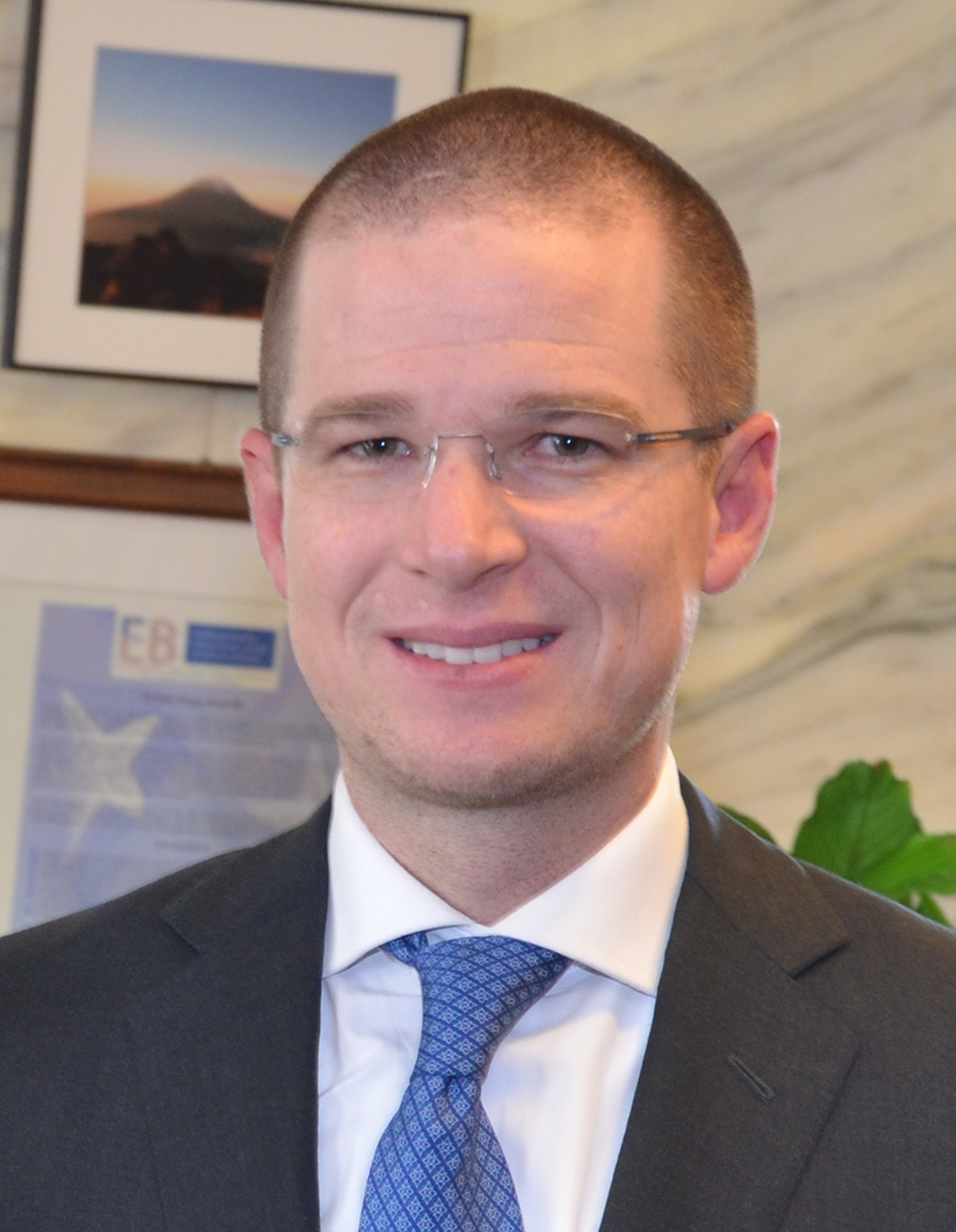
Ricardo Anaya Cortés

A koalícióba a jobbközép PAN, a balközép PRD és a baloldali liberális Polgárok Mozgalma azért lépett, hogy megakadályozzák a PRI győzelmét, illetve Andrés Manuel López Obrador győzelmi esélyeit csökkentsék, akit a 2006-os és 2012-es kampány során támogattak. A koalíció Ricardo Anaya Cortést jelöli, aki a PAN volt elnöke.

### Együtt Történelmet Fogunk Csinálni(Juntos Haremos Historia:Morena,PT, PES)

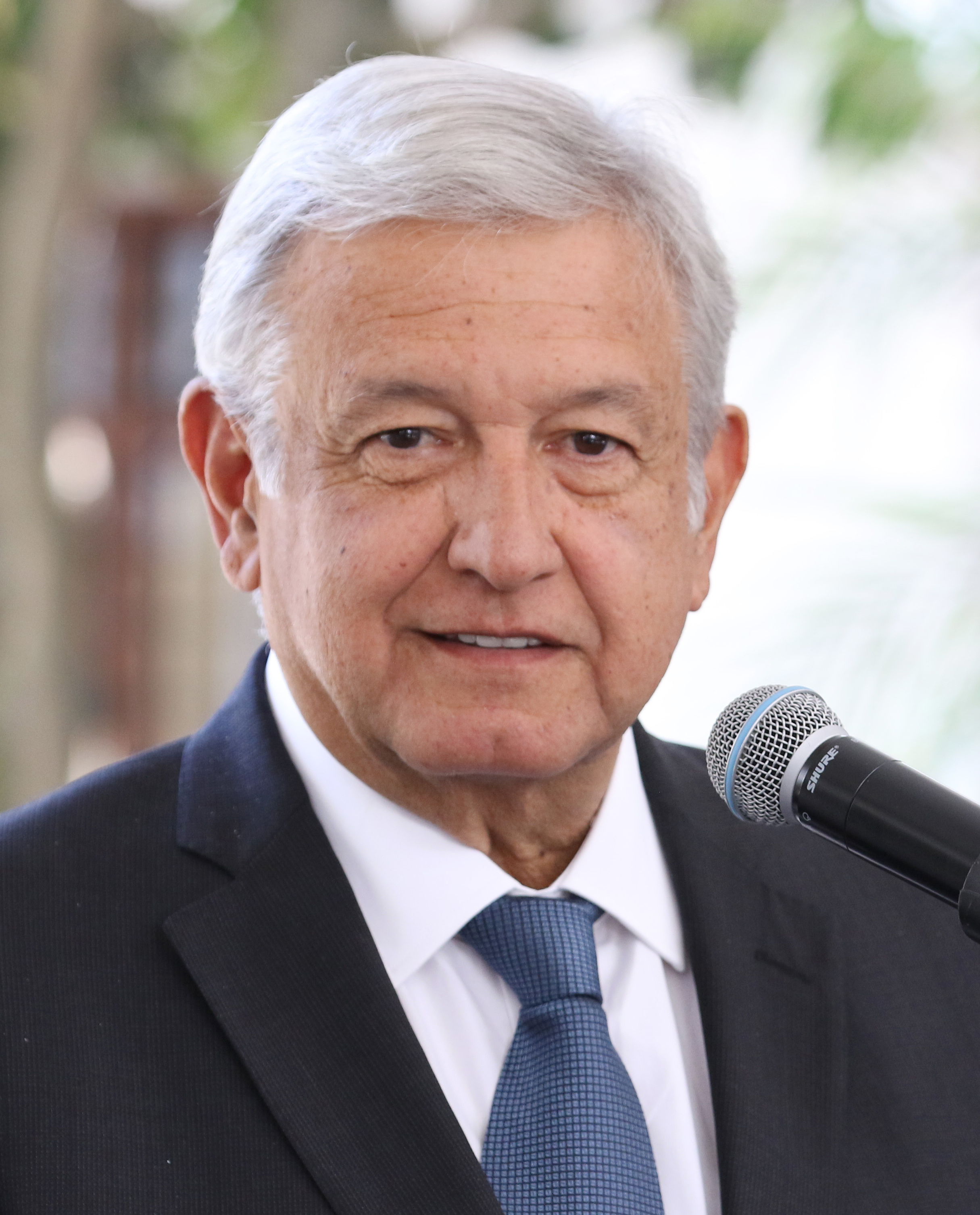
Andrés Manuel López Obrador

A markánsan baloldali pártokból álló koalíció a PRD egykori elnökét Andrés Manuel López Obradort indítja.

### Függetlenek

#### Margarita Zavala

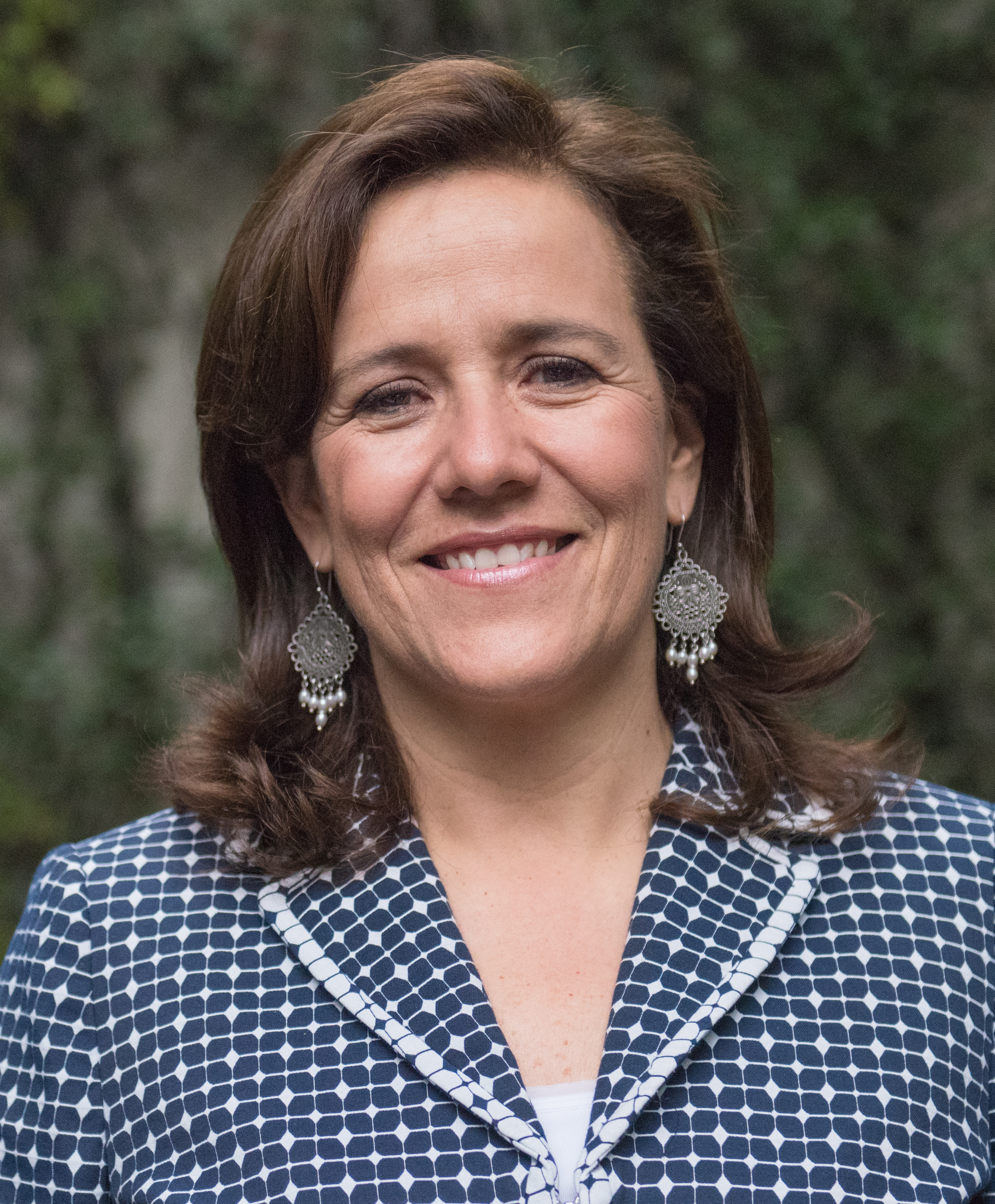
Margarita Zavala

Margarita Zavala ügyvédnő hosszú ideig a PAN,-tagja volt, férje Felipe Calderón Mexikó 2006 és 2012 elnöke volt. 2015-ben Zavala bejelentette, hogy elnök-jelölként indul a PAN-ban, ha őt nem jelölik függetlenként fog indulni. Mivel nem sikerült időben összeszedni elég aláírást a jelöltséghez, emiatt 2018. május 16-án visszalépett az elnök-jelöltségtől.

#### Jaime Rodríguez Calderón

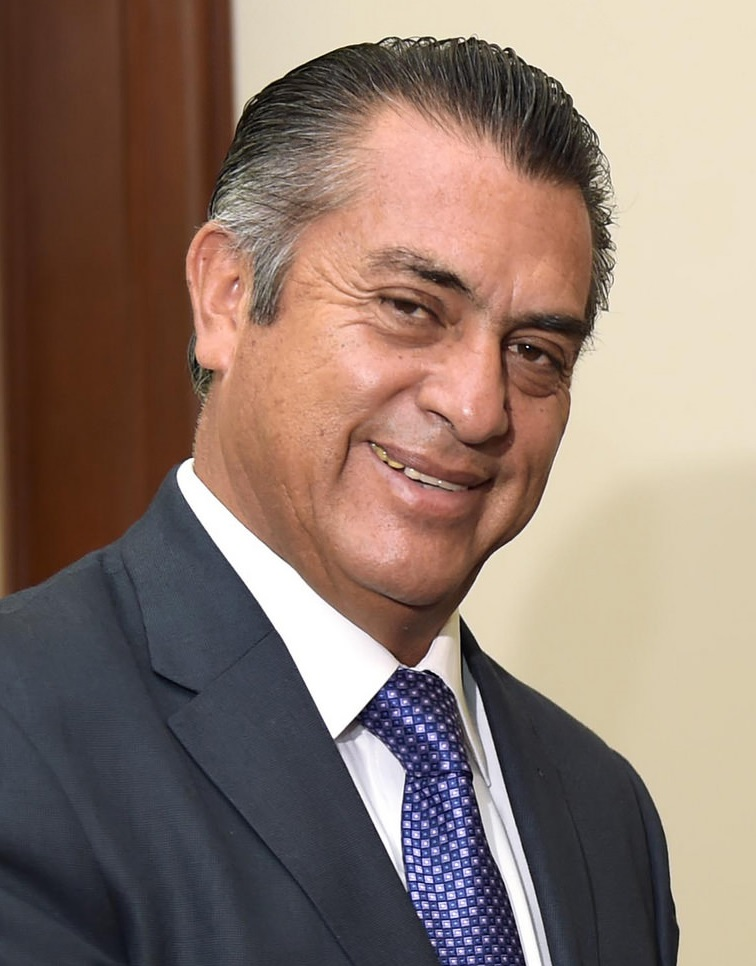
Jaime Rodríguez Calderón

Rodríguez Calderón agrármérnök, 1990 és 2014 között az Intézményes Forradalmi Párt tagja, 2015-2017 függetlenként Új-León állam kormányzója volt. 2018. április 22-ei televíziós vitában úgy nyilatkozott, hogy a tolvajok kezét le kell vágni.

## Választási kampány

### Kronológia

#### Január
Ahogy a legtöbb választási kampányban, az ideiben is számos lejárató videót tettek közzé. Ebből kiemelkedik a baloldali MORENA párt elleni lejárató videó és annak jelöltje Andrés Manuel López Obrador ellen. A Vörös félelemmel való riogatást a PRI és a PAN pártok végzik, akik azzal kampányolnak, hogy López Obrador Mexikóból egy "újabb Venezuelát" tenne. A PRI egy venezuelai jobboldali politikai tanácsadót JJ Rendont kérte fel kampány tanácsadónak.
Januárban Felipe Calderón 2006 és 2012 közötti mexikói elnök egy videóüzenetet tett közzé a közösségi médiában, amiben felszólította a Mexikóikat, hogy ha López Obradorra szavaznak, "akkor Mexikót az új elnök vezetésével olyan pusztulásba viszik, mint amit Hugo Chávez tett Venezuelával". A PRI megvádolta López Obradort, hogy "venezuelai és orosz érdekeket képvisel". Ugyanaebben a hónapban Puebla lakói előre felvett telefonokat kaptak, amiben felszólították őket, hogy ne szavazzanak López Obradorra, "mert állítólag megegyezett, hogy eladja az olajat az oroszoknak". Márciusban kiderült, hogy a hívásokat Puebla állam PAN-párti kormányzósága intézte.

#### Március
Mexikó Főügyészsége (PGR) vizsgálatot rendelt el a PAN elnök-jelöltje Ricardo Anaya ellen pénzmosás gyanújával. A Választási Bűncselekményekre Szakosodott Ügyészség (FEPADE) vezetője Santiago Nieto kijelentése szerint Anaya elleni vádak "semmik ahhoz képest, amit Peña Nieto követett el". Enrique Peña Nietoról a FEPADE Santiago Nieto vezetése alatt – akit azóta felmentettek – derítette ki, hogy a 2012-es választási kampányban illegális kampány pénzeket kapott. A FEPADE volt vezetője ezt az ügyet a SEDESOL-ügyhöz hasonlította. Ebben az ügyben 435 millió pesónyi összeg hűtlen kezelésével a PRI elnök-jelölt Jose Antonio Meadet vádolják.

#### Április és Május
Április 1-én Lopez Obrador és Meade közös találkozón vettek részt Ciudad Juarezben és később Méridaban.
A PRI jelöltje Jose Antonio Meade stratégiát váltott és a népszerűtlensége miatt Ochoa Reza lemondott a PRI pártelnöki tisztségéről. Május 16.-án a független Margarita Zavala felfüggesztette elnöki kampányát.

#### Június
Andrés Manuel López Obrador meglátogatta a Chiapas államban levő Las Margaritas települést, ahol a Zapatista Mozgalommal találkozott. A zapatisták elkísérték a helyi indián közösségekbe Lopez Obrador, aki a kampány beszédében kiemelte, hogy "Mexikó szemet hunyt a szegénységre és elhanyagolta a helyi indián közösségeket". Ricardo Anaya egy vállalkozóknak tartott konferencián vett részt Új-Leónban. Itt kifejtette, hogy elnökségének prioritása a közbiztonság lenne, elnöksége frontális harcot vívna a bűnözéssel. A megbeszélés után Monterreyben a város harmadik metróvonalának átadásakor kifejtette, hogy a tömegközlekedés is prioritás lesz, ha elnöknek választják. Jose Antonio Meade kampányában ígéretet tett, hogyha megválasztják, akkor megerősíti a PEMEX mexikói állami olajvállalatot és Mexikó legnagyobb munkáltatójaként, új munkahelyeket fog teremteni.

### Elnökjelöltek kampányai

#### Andrés Manuel López Obrador
2018. január 26-án Lopez Obrador azt állította, hogy a Nemzetközi Valutaalap a mexikói politika korruptságának cinkosa, emiatt a szervezet részben felelős a mexikóiak szegénységéért, munkanélküliségért és az országban levő erőszak miatt. Állítása szerint, Mexikóban van a világon a legnagyobb egyenlőtlenség. Kitért arra is, hogy a Valutaalap ajánlásai csak kis mértékben segítettek a mexikói gazdaságnak. Lopez Obrador kifejtette, hogy ha megválasztják akkor "Mexikónak meglesz a saját napirendje", ez pedig a kormányzati luxus és a korrupció felszámolása lesz.

#### Ricardo Anaya Cortés
Anaya kampányában többször tett ígéretet rá, hogy megválasztása esetén az általa vezetett kormánnyal bevezetik Mexikóban az alapjövedelmet minden mexikói állampolgárnak. Többször elmondta kampánya során hogy Enrique Peña Nietot a korrupciós botrányai miatt börtönbe viteti, ha megválasztják valamint vizsgálatot indít az összes máig élő volt mexikói elnök ellen. Gazdasági kérdésekben neoliberális értékeket képviseli.

#### José Antonio Meade
Meade kampányának legfőbb ígérete, hogy elnöksége esetén megemelik a minimálbért, egyenlő béreket biztosítanának a nőknek és férfiaknak is. Elérhető hiteleket nyújtanának a fiatal vállalkozóknak. Mintegy 20 ezer millió pesónyi összeget fordítanának az országban 3000 kórház felszerelésének korszerűsítésére emellett biztosítanák az állami ellátásban a szabad kórházválasztást. A felsőoktatásban adókedvezményt nyújtanának a kollégiumi ösztöndíjakban.

#### Jaime Rodríguez Calderón
Rodríguez Calderón kampányában többször említette, hogy elnöksége csökkentené a korrupciót és az erőszakot, amire példaként gyakran említette Szingapúrt. Később egy interjúban mondta, hogy a halálbüntetést alkalmazná a drogkereskedők, gyermekgyilkosok és sorozatgyilkosok esetére.

## Közvéleménykutatások

### Koalíciók
| Elemző cég        | Elemzés dátuma       | PAN · PRD · MC | MORENA · PT · PES | PRI · PVEM · NA |       | Egyebek | Nincs adat | Nem válaszolt |
| ----------------- | -------------------- | -------------- | ----------------- | --------------- | ----- | ------- | ---------- | ------------- |
| Mitofsky          | 2017. július         | 21,7%          | 16,7%             | 15,9%           | 5,5%  | 3,0%    |            | 37,2%         |
| Mitofsky          | 2017. augusztus      | 21,2%          | 16,4%             | 14,8%           | 4%    | 3,9%    |            | 39,7%         |
| Parametría        | 2017. szeptember     | 32%            | 23%               | 15%             |       |         | 14%        | 16%           |
| Reforma           | 2017. szeptember     | 24%            | 31%               | 28%             | 8%    |         |            |               |
| México Elige      | 2017. október        | 22,5%          | 36,1%             | 21,8%           | 11,4% |         |            | 8,2%          |
| El Financiero     | 2017. november       | 18%            | 24%               | 22%             |       |         | 21%        | 15%           |
| El Economista     | 2017. december       | 23,1%          | 22,6%             | 21,4%           | 7,4%  | 0,6%    |            | 24,9%         |
| Parametría        | 2018. január         | 32%            | 42%               | 26%             | 12%   |         |            | 18%           |
| Arias Consultores | 2018. január         | 18,1%          | 50,1%             | 15,5%           | 6,5%  |         |            | 9,8%          |
| SABA              | 2018. február 4-12.  | 12,3%          | 38,5%             | 10,3%           | 11,3% |         |            | 29%           |
| Revista 32        | 2018. február 15-16. | 18,1%          | 46,2%             | 18,0%           | 5,8%  |         |            | 11,8%         |
| Revista 32        | 2018. március 19-23. | 15,9%          | 44,6%             | 17,8%           | 6,6%  |         |            | 15,1%         |
| Parametría        | 2018. március 23-28. | 25%            | 36%               | 20%             | 7%    | 5%      | 5%         | 2%            |
| Revista 32        | 2018. április 23-25. | 18,1%          | 46,9%             | 13,6%           | 4,1%  |         | 17,3%      |               |

### Pártok
| Elemző cég                                                                | Elemzés dátuma                | PRI   | PAN    | PRD   | MORENA | PT   | PVEM | MC   | NA   | PES  |       | Egyebek | Bizonytalanok | Nem válaszolt |
| ------------------------------------------------------------------------- | ----------------------------- | ----- | ------ | ----- | ------ | ---- | ---- | ---- | ---- | ---- | ----- | ------- | ------------- | ------------- |
| Parametría Archiválva 2018. május 14-i dátummal a Wayback Machine-ben     | 2015. augusztus               | 29%   | 23%    | 9%    | 21%    |      | 8%   | 5%   | 2%   | 3%   |       |         |               |               |
| GEA-ISA                                                                   | 2016. március                 | 33%   | 16%    | 7%    | 7%     |      |      |      |      |      |       | 4%      | 17%           | 18%           |
| Mitofsky                                                                  | 2016. március                 | 21,5% | 16,4%  | 10,8% | 11,7%  | 0,6% | 1,1% | 1,8% | 0,6% | 0,5% | 4,3%  |         | 14%           | 16,7%         |
| Mitofsky                                                                  | 2016. május                   | 22,3% | 18,6%  | 8,7%  | 12,1%  | 0,8% | 1,2% | 1,9% | 0,7% | 0,9% | 4,6%  |         |               | 28,2%         |
| GEA-ISA                                                                   | 2016. június                  | 28%   | 19%    | 5%    | 11%    |      |      |      |      |      |       | 6%      | 11%           | 21%           |
| El Financiero                                                             | 2016. június                  | 29%   | 28%    | 8%    | 19%    | 1%   | 3%   | 2%   | 3%   | 1%   | 6%    |         |               |               |
| Mitofsky                                                                  | 2016. július                  | 19.6  | 20%    | 8,1%  | 12,2%  | 1,1% | 1,3% | 1,9% | 1%   | 1,1% | 2,8%  |         |               | 30,9%         |
| Reforma                                                                   | 2016. augusztus               | 22%   | 27%    | 6%    | 18%    |      | 5%   | 3%   |      |      | 11%   | 8%      |               |               |
| GEA-ISA                                                                   | 2016. szeptember              | 22%   | 23%    | 8%    | 9%     |      |      |      |      |      |       | 7%      | 15%           | 15%           |
| Parametría                                                                | 2016. szeptember              | 27%   | 30%    | 10%   | 21%    | 2%   | 5%   | 1%   | 2%   | 2%   | 3%    |         |               |               |
| Mitofsky                                                                  | 2016. szeptember              | 19,5% | 20,2%  | 7,8%  | 12,1%  | 1,1% | 1,3% | 1,6% | 0,9% | 1%   | 3,3%  |         |               | 31,2%         |
| El Financiero                                                             | 2016. november                | 28%   | 29%    | 11%   | 18%    |      |      |      |      |      | 5%    |         |               |               |
| Reforma                                                                   | 2016. december                | 22%   | 27%    | 5%    | 22%    |      | 3%   | 5%   |      |      | 11%   | 5%      |               |               |
| Massive Caller Archiválva 2018. július 2-i dátummal a Wayback Machine-ben | 2017. január                  | 12,8% | 20,48% | 5,5%  | 21,68% |      | 1,6% |      |      |      | 8,5%  | 5,2%    |               | 23,9%         |
| Reforma                                                                   | 2017. január                  | 17%   | 24%    | 10%   | 27%    |      | 2%   | 4%   |      |      | 10%   | 6%      |               |               |
| El Financiero                                                             | 2017. február                 | 22%   | 25%    | 9%    | 25%    | 3%   | 3%   | 3%   | 3%   | 1%   | 6%    |         |               |               |
| Mitofsky                                                                  | 2017. február                 | 13%   | 18,8%  | 5,1%  | 15,9%  | 0,8% | 1,4% | 1,7% | 1,1% | 0,7% | 3,0%  |         |               | 38,5%         |
| México Elige                                                              | 2017. február                 | 12,4% | 21,0%  | 1,2%  | 36,9%  | 0,2% | 0,4% | 3%   | 0,5% | 0,6% | 14,5% |         |               |               |
| GEA-ISA                                                                   | 2017. március                 | 19%   | 20%    | 7%    | 15%    |      |      |      |      |      |       | 5%      | 17%           | 18%           |
| El Financiero                                                             | 2017. április                 | 28%   | 29%    | 10%   | 21%    | 1%   | 3%   | 2%   | 1%   | 1%   | 4%    |         |               |               |
| Excelsior                                                                 | 2017. április                 | 19%   | 21%    | 8%    | 26%    |      |      |      |      |      | 2%    |         |               | 24%           |
| El Universal                                                              | 2017. április                 | 13%   | 27%    | 6%    | 33%    |      |      |      |      |      | 4%    |         |               |               |
| El Universal                                                              | 2017.április                  | 13%   | 23%    | 6%    | 24%    | 3%   | 4%   | 4%   | 4%   | 2%   |       |         |               | 17%           |
| Parametría                                                                | 2018. január                  | 25%   | 24%    | 5%    | 30%    |      |      |      |      |      | 12%   | 18%     |               |               |
| SDP Noticias                                                              | 2018. február 2.-6.           | 20,6% | 13,6%  | 2,8%  | 36,0%  | 1,1% | 2,7% | 3,1% | 2,4% | 1,3% | 11,2% | 5,4%    |               |               |
| SABA                                                                      | 2018. február 4-12.           | 9,4%  | 9,9%   | 1,7%  | 30,4%  | 0,4% | 0,8% | 1,6% | 0,1% |      | 8,4%  | 0,6%    | 15,7%         | 16,8%         |
| Parametría                                                                | 2018. március 23-28.          | 15%   | 15%    | 5%    | 29%    | 3%   | 2%   | 3%   | 3%   | 1&   | 6%    | 1%      | 2%            | 15%           |
| Gii 360                                                                   | 2018. március 30 – április 3. | 12%   | 14%    | 2%    | 34%    | 1%   | 1%   | 2%   | 1%   | 1&   | 6%    | 26%     | 26%           | 26%           |

### Elnökjelöltek (2018. januártól)
| Kutató cég          | Dátum                  | Obrador | Anaya  | Meade | Zavala | Rodríguez | Egyéb/Nincs adat |
| ------------------- | ---------------------- | ------- | ------ | ----- | ------ | --------- | ---------------- |
| Parametría          | január                 | 31%     | 19%    | 20%   | 10%    | 2%        | 19%              |
| SDP Noticias        | január 7-9.            | 38,1%   | 17,7%  | 26,1% | 7,9%   | 2,9%      | 7,3%             |
| Mitofsky            | Január                 | 23,6%   | 20,4%  | 18,2% |        |           | 10%              |
| Focus Asesores      | január                 | 47%     | 11%    | 11%   | 5%     | 2%        | 28%              |
| Arias Consultores   | január 23-25.          | 56,2%   | 14,3%  | 16,3% | 6,5%   | 2,5%      | 4,1%             |
| El Universal        | január 19-25.          | 32%     | 26%    | 16%   | 4%     | 2%        | 4,1%             |
| El Financiero       | január 27-31.          | 38%     | 27%    | 22%   | 7%     | 3%        | 3%               |
| Parametría          | január 25.-február 2.  | 34%     | 23%    | 18%   | 7%     | 2%        | 16%              |
| Mendoza Blanco      | február 2-4.           | 30%     | 26%    | 16%   | 3%     | 2%        | 23%              |
| SDP Noticias        | február 2-6.           | 38,4%   | 19,5%  | 25,7% | 7,2%   | 2,6%      | 6,8%             |
| Mitofksy            | február 9-11.          | 27,1%   | 22,3%  | 18,0% |        |           |                  |
| Reforma             | február 8-11.          | 33%     | 25%    | 14%   | 4%     | 2%        | 22%              |
| SABA                | február 4-12.          | 38,3%   | 12,5%  | 10,3% | 8,0%   | 1,9%      | 29%              |
| Parámetro           | február 9-11.          | 30,5%   | 23,8%  | 23,3% | 3,9%   | 2,0%      | 16,5%            |
| Fox News            | Február 9-11.          | 40%     | 31%    | 20%   |        |           | 9%               |
| Revista 32          | február 15-16.         | 48,2%   | 16,3%  | 17,8% | 4,2%   | 2,5%      | 10,9%            |
| Massive Caller      | február                | 30,55%  | 24,78% | 15,4% | 7,23%  | 2%        | 20,04%           |
| El Pais             | március                | 37,8%   | 29,2%  | 23,8% | 5,7%   | 2,6%      |                  |
| Parametría          | február 24.-március 1. | 35%     | 21%    | 16%   | 10%    | 5%        | 13%              |
| Bloomberg           | március 8.             | 42,2%   | 27,4%  | 20,6% | 4%     | 1,6%      |                  |
| Indemerc            | március 8-10.          | 44,1%   | 15,1%  | 10,9% | 8,2%   | 2%        | 19,7%            |
| El Financiero       | március 9-14.          | 42%     | 23%    | 24%   | 7%     | 2%        | 2%               |
| Arias Consultores   | március 19-23.         | 47,8%   | 14,6%  | 18,1% | 6,2%   |           | 13,2%            |
| Parametría          | március 23-28.         | 38%     | 20%    | 16%   | 13%    |           |                  |
| Gii 360             | március 30.-április 3. | 43%     | 19%    | 13%   | 7%     |           | 18%              |
| Berumen y Asociados | április 3-5.           | 42%     | 31,1%  | 21,9% | 5%     |           |                  |
| SDP Noticias        | április 11-14.         | 41,9%   | 19,7%  | 22,7% | 9%     | 2,5%      |                  |
| Reforma             | április 12-15.         | 48%     | 26%    | 18%   | 5%     | 3%        |                  |
| Bloomberg           | április 15.            | 47,8%   | 26,6%  | 17,9% | 5,1%   |           |                  |
| SDP Noticias        | április 25-28.         | 41,4%   | 24,7%  | 22,2% | 4,8%   | 3,1%      | 3,8%             |
| Revista 32          | április 23-25.         | 50,9%   | 17,8%  | 13,5% | 2,2%   | 2,8%      | 13,8%            |
| La Silla Rota       | április 25-28.         | 45%     | 29%    | 18%   | 5%     | 3%        |                  |
| Reforma             | április 26-30.         | 48%     | 30%    | 17%   | 3%     | 2%        |                  |
| Varela y Asociados  | április 28.-május 4.   | 47,5%   | 33,1%  | 16,2% | 1,7%   | 1,4%      |                  |
| El Financiero       | április 26.-május 2.   | 46%     | 26%    | 20%   | 5%     | 3%        |                  |
| Ipsos               | május 11-15.           | 43%     | 24%    | 16%   |        | 2%        | 15%              |
| SDP Noticias        | május 18-19.           | 42,4%   | 25,8%  | 24,2% | 0,6%   | 3,3%      | 3,7%             |
| Eje Central         | május 21-22.           | 49%     | 26%    | 21%   |        | 4%        |                  |
| Reforma             | május 24-27.           | 52%     | 26%    | 19%   |        | 4%        |                  |
| Parametría          | május 23-29.           | 54%     | 24%    | 17%   | 3%     | 2%        |                  |
| Varela y Asociados  | május 30.-június 4.    | 50,6%   | 29,5%  | 17,6% |        | 2,2%      |                  |

## Eredmények

### Elnökválasztás
|                                               | Elnök-jelölt neve                             | Jelölt pártja                                 | Koalíció neve                                 | Szavazatok száma | %     |
| --------------------------------------------- | --------------------------------------------- | --------------------------------------------- | --------------------------------------------- | ---------------- | ----- |
|                                               | Ricardo Anaya Cortés                          | PAN                                           | "Por México al Frente"                        | 10,249,705       | 22.5  |
|                                               | José Antonio Meade                            | Független                                     | "Todos por México"                            | 7,472,431        | 16.40 |
|                                               | Andrés Manuel López Obrador                   | MORENA                                        | "Juntos Haremos Historia"                     | 24,127,451       | 52.96 |
|                                               | Jaime Rodríguez Calderón                      | Független                                     | Nincs                                         | 2,339,431        | 5.14  |
|                                               | Margarita Zavala                              | Független                                     | Nincs                                         | 64,643           | 0.14  |
|                                               | Érvénytelen szavazatok, Üres lapok            | Érvénytelen szavazatok, Üres lapok            | Érvénytelen szavazatok, Üres lapok            | 1,246,568        | -     |
|                                               | Összes szavazat                               | Összes szavazat                               | Összes szavazat                               | 45,557,790       | 100%  |
| Választásra jogosultak száma/Részvételi arány | Választásra jogosultak száma/Részvételi arány | Választásra jogosultak száma/Részvételi arány | Választásra jogosultak száma/Részvételi arány | 89,994,039       | 63.45 |
| Forrás: INE (93,56%-os feldolgozottság)       |                                               |                                               |                                               |                  |       |

#### Eredmények államonként
| Állam neve              | López Obrador | Anaya      | Meade     | Rodríguez | Zavala | Üresen hagyott lapok | Érvénytelen szavazatok |
| ----------------------- | ------------- | ---------- | --------- | --------- | ------ | -------------------- | ---------------------- |
| Aguascalientes          | 189 621       | 156 224    | 90 779    | 33 704    | 868    | 1 137                | 12 638                 |
| Alsó-Kalifornia         | 671 599       | 205 747    | 94 296    | 67 239    | 1 291  | 1 420                | 22 659                 |
| Campeche                | 169 676       | 33 563     | 60 565    | 6 883     | 296    | 246                  | 7 010                  |
| Chiapas                 | 1 096 249     | 148 435    | 411 785   | 29 237    | 2 678  | 2 144                | 99 020                 |
| Chihuahua               | 436 513       | 295 452    | 163 526   | 89 995    | 2 941  | 3 106                | 31 425                 |
| Coahuila                | 511 710       | 262 728    | 300 730   | 58 824    | 1 686  | 1 332                | 20 567                 |
| Colima                  | 177 533       | 51 178     | 57 155    | 14 048    | 330    | 290                  | 8 389                  |
| Déli-Alsó-Kalifornia    | 134 927       | 39 636     | 19 964    | 11 921    | 437    | 220                  | 4 575                  |
| Durango                 | 244 562       | 139 107    | 98 857    | 34 579    | 772    | 414                  | 12 158                 |
| Guanajuato              | 606 337       | 815 935    | 328 665   | 186 791   | 3 977  | 4 472                | 61 178                 |
| Guerrero                | 841 741       | 184 531    | 241 103   | 20 332    | 868    | 1 508                | 52 715                 |
| Hidalgo                 | 740 698       | 166 349    | 227 218   | 52 476    | 1 378  | 1 070                | 32 265                 |
| Jalisco                 | 1 174 246     | 970 222    | 417 032   | 196 942   | 5 510  | 5 008                | 79 089                 |
| México                  | 3 537 869     | 1 248 983  | 1 263 938 | 305 695   | 7 250  | 6 944                | 143 961                |
| Mexikóváros             | 2 660 489     | 1 126 930  | 569 830   | 191 447   | 5 646  | 5 657                | 94 045                 |
| Michoacán               | 815 626       | 363 607    | 272 753   | 99 812    | 3 141  | 2 543                | 69 572                 |
| Morelos                 | 518 216       | 113 357    | 82 609    | 47 054    | 1 417  | 880                  | 20 849                 |
| Nayarit                 | 238 420       | 60 531     | 48 311    | 8 134     | 332    | 269                  | 8 298                  |
| Oaxaca                  | 1 067 384     | 187 682    | 290 268   | 34 354    | 1 715  | 1 148                | 54 581                 |
| Puebla                  | 1 445 355     | 505 256    | 397 899   | 94 390    | 3 170  | 2 037                | 80 778                 |
| Querétaro               | 348 198       | 285 733    | 120 688   | 60 882    | 1 549  | 989                  | 21 983                 |
| Quintana Roo            | 333 464       | 79 718     | 53 189    | 20 750    | 617    | 436                  | 11 434                 |
| San Luis Potosí         | 408 733       | 257 008    | 203 034   | 62 737    | 1 589  | 1 429                | 40 194                 |
| Sinaloa                 | 626 761       | 124 626    | 178 393   | 21 593    | 939    | 722                  | 22 833                 |
| Sonora                  | 457 859       | 120 694    | 130 031   | 44 385    | 1 369  | 1 015                | 19 103                 |
| Tabasco                 | 758 730       | 74 205     | 85 391    | 7 610     | 526    | 625                  | 23 308                 |
| Tamaulipas              | 603 081       | 368 168    | 179 052   | 82 630    | 2 109  | 1 653                | 25 787                 |
| Tlaxcala                | 358 232       | 56 864     | 65 596    | 21 492    | 642    | 876                  | 10 416                 |
| Új-León                 | 546 616       | 544 943    | 234 374   | 261 263   | 4 616  | 4 320                | 36 135                 |
| Veracruz                | 1 774 915     | 902 486    | 412 693   | 112 193   | 3 198  | 2 481                | 83 399                 |
| Yucatán                 | 327 572       | 226 296    | 223 676   | 29 100    | 791    | 574                  | 17 128                 |
| Zacatecas               | 304 519       | 133 511    | 149 031   | 30 939    | 995    | 596                  | 19 076                 |
| Külföldön élő mexikóiak | 63 863        | 26 344     | 4 613     | 1 868     | 0      | 269                  | 1 513                  |
| Összes szavazat         | 24 127 451    | 10 249 705 | 7 472 431 | 2 339 431 | 64 643 | 57 561               | 1 246 568              |

### Szenátus
|  | Párt neve                                     | Többségi szavazatok | Többségi szavazatok | Többségi szavazatok | Arányos szavazatok | Arányos szavazatok | Arányos szavazatok | Eddigi mandátumok | Elnyert mandátumok | +/– |
|  | Párt neve                                     | Szavazatok          | %                   | Mandátumok          | Szavazatok         | %                  | Mandátumok         | Eddigi mandátumok | Elnyert mandátumok | +/– |
|  | --------------------------------------------- | ------------------- | ------------------- | ------------------- | ------------------ | ------------------ | ------------------ | ----------------- | ------------------ | --- |
|  | Nemzeti Akció Párt                            | 7,815,247           | 17.71               | 16                  | -                  | -                  | 6                  | 34                | 22                 | 12  |
|  | Intézményes Forradalmi Párt                   | 6,965,765           | 15.79               | 8                   | -                  | -                  | 6                  | 55                | 14                 | 41  |
|  | Demokratikus Forradalom Pártja                | 2,368,842           | 5.37                | 7                   | -                  | -                  | 2                  | 7                 | 9                  | 2   |
|  | Mexikói Zöld Párt                             | 1,951,519           | 4.42                | 4                   | -                  | -                  | 1                  | 5                 | 5                  | 0   |
|  | Munkáspárt                                    | 1,674,191           | 3.79                | 6                   | -                  | -                  | 1                  | 19                | 7                  | 12  |
|  | Állampolgárok Mozgalma                        | 2,010,336           | 4.55                | 5                   | -                  | -                  | 2                  | 0                 | 7                  | 7   |
|  | Új Szövetség Pártja                           | 1,037,676           | 2.35                | 1                   | -                  | -                  | 0                  | 0                 | 1                  | 1   |
|  | Nemzeti Újjászületési Mozgalom                | 16,558,781          | 37.53               | 44                  | -                  | -                  | 14                 | 0                 | 58                 | 58  |
|  | Társadalmi Harc Pártja                        | 1,038,325           | 2.35                | 5                   | -                  | -                  | 0                  | 0                 | 5                  | 5   |
|  | Függetlenek                                   | 844,734             | 1.91                | 0                   | -                  | -                  | -                  | 8                 | 0                  | 8   |
|  | Érvénytelen és üres szavazatok                | 1,811,180           | 4.10                | -                   | -                  | -                  | –                  | 0                 | -                  |     |
|  | Összesen                                      | 44,125,266          | 100%                | 96                  | -                  | 100%               | 32                 | 128               |                    |     |
|  | Választásra jogosultak száma/Részvételi arány | 89,994,039          | 63.37               | –                   |                    |                    | –                  | –                 |                    | –   |

### Képviselőház
|  | Párt neve                                     | Választókerületi szavazatai | Választókerületi szavazatai | Választókerületi szavazatai | Arányos szavazatok | Arányos szavazatok | Arányos szavazatok | Eddigi mandátumok | Elnyert mandátumok | +/– |
|  | Párt neve                                     | Szavazatok                  | %                           | Mandátumok                  | Szavazatok         | %                  | Mandátumok         | Eddigi mandátumok | Elnyert mandátumok | +/– |
|  | --------------------------------------------- | --------------------------- | --------------------------- | --------------------------- | ------------------ | ------------------ | ------------------ | ----------------- | ------------------ | --- |
|  | Nemzeti Akció Párt                            | -                           | -                           | -                           | -                  | -                  | -                  | 108               | -                  |     |
|  | Intézményes Forradalmi Párt                   | -                           | -                           | -                           | -                  | -                  | -                  | 203               | -                  |     |
|  | Demokratikus Forradalom Pártja                | -                           | -                           | -                           | -                  | -                  | -                  | 56                | -                  |     |
|  | Mexikói Zöld Párt                             | -                           | -                           | -                           | -                  | -                  | -                  | 47                | -                  |     |
|  | Munkáspárt                                    | -                           | -                           | -                           | -                  | -                  | -                  | 6                 | -                  |     |
|  | Állampolgárok Mozgalma                        | -                           | -                           | -                           | -                  | -                  | -                  | 26                | -                  |     |
|  | Új Szövetség Pártja                           | -                           | -                           | -                           | -                  | -                  | -                  | 10                | -                  |     |
|  | Nemzeti Újjászületési Mozgalom                | -                           | -                           | -                           | -                  | -                  | -                  | 35                | -                  |     |
|  | Társadalmi Harc Pártja                        | -                           | -                           | -                           | -                  | -                  | -                  | 8                 | -                  |     |
|  | Függetlenek                                   | -                           | -                           | -                           | -                  | -                  | -                  | 1                 | -                  |     |
|  | Érvénytelen és üres szavazatok                | -                           | –                           | -                           | -                  | -                  | –                  | 0                 | -                  |     |
|  | Összesen                                      | -                           | 100%                        | 300                         | -                  | 100%               | 200                | 500               |                    |     |
|  | Választásra jogosultak száma/Részvételi arány |                             |                             | –                           |                    |                    | –                  | –                 |                    | –   |

### Kormányzó választások

#### Mexikóváros
| Jelölt neve                                   | Jelölt neve                                   | Párt                                          | Koalíció neve                                 | Szavazatok száma | %     |
| --------------------------------------------- | --------------------------------------------- | --------------------------------------------- | --------------------------------------------- | ---------------- | ----- |
|                                               | Claudia Sheinbaum                             | Nemzeti Újjászületési Mozgalom                | Együtt Történelmet Fogunk Csinálni            | 2,269,075        | 47    |
|                                               | Alejandra Barrales                            | Demokratikus Forradalom Pártja                | Előre Mexikóért                               | 1,492,021        | 30.91 |
|                                               | Mikel Arriola Peñalosa                        | Intézményes Forradalmi Párt                   | Nincs                                         | 623,542          | 12.91 |
|                                               | Mariana Boy Tamborrell                        | Mexikói Zöld Párt                             | Nincs                                         | 186,324          | 3.86  |
|                                               | Purificación Carpinteyro                      | Új Szövetség Pártja                           | Nincs                                         | 32,021           | 0.66  |
|                                               | Marco Rascón                                  | Humanista Párt                                | Nincs                                         | 46,601           | 0.96  |
|                                               | Lorena Osornio                                | Független                                     | Nincs                                         | 58,329           | 1.20  |
|                                               | Érvénytelen szavazatok                        | Érvénytelen szavazatok                        | Érvénytelen szavazatok                        | 113,931          | 2.36  |
| Összes szavazat                               | Összes szavazat                               | Összes szavazat                               | Összes szavazat                               | 4,826,932        | 100%  |
| Választásra jogosultak száma/Részvételi arány | Választásra jogosultak száma/Részvételi arány | Választásra jogosultak száma/Részvételi arány | Választásra jogosultak száma/Részvételi arány | 7,628,256        | 70.1  |
| Forrás:                                       |                                               |                                               |                                               |                  |       |

#### Jalisco
| Jelölt neve                                   | Jelölt neve                                   | Párt                                          | Koalíció neve                                 | Szavazatok száma | %     |
| --------------------------------------------- | --------------------------------------------- | --------------------------------------------- | --------------------------------------------- | ---------------- | ----- |
|                                               | Enrique Alfaro Ramírez                        | Állampolgárok Mozgalma                        | Nincs                                         | 1,354,014        | 40.31 |
|                                               | Carlos Lomelí Bolaños                         | Nemzeti Újjászületési Mozgalom                | Együtt Történelmet Fogunk Csinálni            | 857,011          | 25.51 |
|                                               | Miguel Castro Reynoso                         | Intézményes Forradalmi Párt                   | None                                          | 575,744          | 17.14 |
|                                               | Miguel Ángel Martínez Espinosa                | Nemzeti Akció Párt                            | None                                          | 369,470          | 11.00 |
|                                               | Salvador Cosío Gaona                          | Mexikói Zöld Párt                             | None                                          | 96,762           | 2.88  |
|                                               | Martha Rosa Araiza Soltero                    | Új Szövetség Pártja                           | Nincs                                         | 68,597           | 2.04  |
|                                               | Carlos Orozco Santillán                       | Demokratikus Forradalom Pártja                | None                                          | 35,107           | 1.05  |
|                                               | Érvényes szavazatok                           |                                               |                                               |                  |       |
|                                               | Érvénytelen szavazatok                        |                                               |                                               |                  |       |
| Összes szavazat                               | Összes szavazat                               | Összes szavazat                               | Összes szavazat                               |                  | 100%  |
| Választásra jogosultak száma/Részvételi arány | Választásra jogosultak száma/Részvételi arány | Választásra jogosultak száma/Részvételi arány | Választásra jogosultak száma/Részvételi arány | 5,904,211        |       |
| Source:                                       |                                               |                                               |                                               |                  |       |

#### Veracruz
| Jelölt neve                          | Jelölt neve                          | Párt                                 | Koalíció neve                        | Szavazatok száma | %     |
| ------------------------------------ | ------------------------------------ | ------------------------------------ | ------------------------------------ | ---------------- | ----- |
|                                      | Cuitláhuac García Jiménez            | Nemzeti Újjászületési Mozgalom       | Együtt Történelmet Fogunk Csinálni   | 1,667,239        | 45.22 |
|                                      | Miguel Ángel Yunes Márquez           | Nemzeti Akció Párt                   | Nincs                                | 1,453,938        | 39.43 |
|                                      | José Yunes Zorrilla                  | Intézményes Forradalmi Párt          |                                      | 528,663          | 14.34 |
|                                      | Miriam González Sheridan             | Új Szövetség Pártja                  | None                                 | 36,404           | 0.99  |
|                                      | Érvényes szavazatok                  |                                      |                                      |                  |       |
|                                      | Érvénytelen szavazatok               |                                      |                                      |                  |       |
| Összes szavazatok                    | Összes szavazatok                    | Összes szavazatok                    | Összes szavazatok                    | 3,687,028        | 100%  |
| Választásra jogosultak száma/turnout | Választásra jogosultak száma/turnout | Választásra jogosultak száma/turnout | Választásra jogosultak száma/turnout | 5,775,918        | 65.56 |
| Forrás:                              |                                      |                                      |                                      |                  |       |

#### Puebla
| Jelöltek neve                                 | Jelöltek neve                                 | Párt                                          | Koalíció neve                                 | Szavazatok száma | %     |
| --------------------------------------------- | --------------------------------------------- | --------------------------------------------- | --------------------------------------------- | ---------------- | ----- |
|                                               | Martha Erika Alonso                           | Nemzeti Akció Párt                            |                                               | 1,153,043        | 39.84 |
|                                               | Miguel Barbosa                                | Nemzeti Újjászületési Mozgalom                | Együtt Történelmet Fogunk Csinálni            | 1,031,043        | 35.62 |
|                                               | Enrique Doger                                 | Intézményes Forradalmi Párt                   |                                               | 555,041          | 19.18 |
|                                               | Michel Chaín                                  | Mexikói Zöld Párt                             |                                               | 153,456          | 5.30  |
|                                               | Alejandro Romero Carreto                      | Új Szövetség Pártja                           | None                                          |                  |       |
|                                               | Érvényes szavazatok                           |                                               |                                               |                  |       |
|                                               | Érvénytelen szavazatok                        |                                               |                                               |                  |       |
| Összes szavazat                               | Összes szavazat                               | Összes szavazat                               | Összes szavazat                               | 2,894,530        | 100%  |
| Választásra jogosultak száma/Részvételi arány | Választásra jogosultak száma/Részvételi arány | Választásra jogosultak száma/Részvételi arány | Választásra jogosultak száma/Részvételi arány | 4,500,580        | 67.18 |
| Source:                                       |                                               |                                               |                                               |                  |       |

#### Guanajuato
| Jelölt                                        | Jelölt                                        | Párt                                          | Koalíció                                      | Szavazatok száma | %     |
| --------------------------------------------- | --------------------------------------------- | --------------------------------------------- | --------------------------------------------- | ---------------- | ----- |
|                                               | Diego Sinhué Rodríguez Vallejo                | Nemzeti Akció Párt                            |                                               | 1,043,049        | 49.29 |
|                                               | Ricardo Sheffield Padilla                     | Nemzeti Újjászületési Mozgalom                | Együtt Történelmet Fogunk Csinálni            | 553,639          | 26.16 |
|                                               | Gerardo Sánchez García                        | Intézményes Forradalmi Párt                   | None                                          | 293,824          | 13.89 |
|                                               | Felipe Camarena                               | Mexikói Zöld Párt                             | None                                          | 157,767          | 7.46  |
|                                               | María Bertha Solórzano                        | Új Szövetség Pártja                           | None                                          | 66,122           | 3.12  |
|                                               | Érvényes szavazatok                           |                                               |                                               |                  |       |
|                                               | Érvénytelen szavazatok                        |                                               |                                               |                  |       |
| Összes szavazat                               | Összes szavazat                               | Összes szavazat                               | Összes szavazat                               | 2,116,074        | 100%  |
| Választásra jogosultak száma/Részvételi arány | Választásra jogosultak száma/Részvételi arány | Választásra jogosultak száma/Részvételi arány | Választásra jogosultak száma/Részvételi arány | 4,359,531        | 50.19 |
| Forrás:                                       |                                               |                                               |                                               |                  |       |

#### Chiapas
| Jelölt                                        | Jelölt                                        | Párt                                          | Koalíció                                      | Szavazatok száma | %    |
| --------------------------------------------- | --------------------------------------------- | --------------------------------------------- | --------------------------------------------- | ---------------- | ---- |
|                                               | José Antonio Aguilar Bodegas                  | Nemzeti Akció Párt                            | Előre Chiapaszért                             |                  |      |
|                                               | Roberto Albores Gleason                       | Intézményes Forradalmi Párt                   | Mindenki Chiapaszért                          |                  |      |
|                                               | Fernando Castellanos                          | Mexikói Zöld Párt                             | Chiapas Ereje                                 |                  |      |
|                                               | Rutilio Escandón Cadenas                      | Nemzeti Újjászületési Mozgalom                | Együtt Történelmet Fogunk Csinálni            |                  |      |
|                                               | Jesús Alejo Orantes Ruiz                      | Független                                     |                                               |                  |      |
|                                               | Horacio Culebro Borrayas                      | Független                                     |                                               |                  |      |
|                                               | Érvényes szavazatok                           |                                               |                                               |                  |      |
|                                               | Érvénytelen szavazatok                        |                                               |                                               |                  |      |
| Összes szavazat                               | Összes szavazat                               | Összes szavazat                               | Összes szavazat                               |                  | 100% |
| Választásra jogosultak száma/Részvételi arány | Választásra jogosultak száma/Részvételi arány | Választásra jogosultak száma/Részvételi arány | Választásra jogosultak száma/Részvételi arány | 3,549,291        |      |
| Forrás:                                       |                                               |                                               |                                               |                  |      |

#### Tabasco
| Jelölt                                        | Jelölt                                        | Párt                                          | Koalíció                                      | Szavazatok száma | %    |
| --------------------------------------------- | --------------------------------------------- | --------------------------------------------- | --------------------------------------------- | ---------------- | ---- |
|                                               | Gerardo Gaudiano Rovirosa                     | Demokratikus Forradalom Pártja                | Előre Tabascóért                              |                  |      |
|                                               | Georgina Trujillo                             | Intézményes Forradalmi Párt                   | None                                          |                  |      |
|                                               | Oscar Cantón Zetina                           | Mexikói Zöld Párt                             |                                               |                  |      |
|                                               | Adán Augusto López                            | Nemzeti Újjászületési Mozgalom                | Együtt Történelmet Fogunk Csinálni            |                  |      |
|                                               | Manuel Paz Ojeda                              | Új Szövetség Pártja                           |                                               |                  |      |
|                                               | Jesús Alí de la Torre                         | Független                                     |                                               |                  |      |
|                                               | Érvényes szavazatok                           |                                               |                                               |                  |      |
|                                               | Érvénytelen szavazatok                        |                                               |                                               |                  |      |
| Összes szavazat                               | Összes szavazat                               | Összes szavazat                               | Összes szavazat                               |                  | 100% |
| Választásra jogosultak száma/Részvételi arány | Választásra jogosultak száma/Részvételi arány | Választásra jogosultak száma/Részvételi arány | Választásra jogosultak száma/Részvételi arány | 1,687,618        |      |
| Forrás:                                       |                                               |                                               |                                               |                  |      |

#### Yucatan
| Jelölt                                        | Jelölt                                        | Párt                                          | Koalíció                                      | Szavazatok száma | %    |
| --------------------------------------------- | --------------------------------------------- | --------------------------------------------- | --------------------------------------------- | ---------------- | ---- |
|                                               | Mauricio Vila Dosal                           | Nemzeti Akció Párt                            | Előre Yucatánért                              |                  |      |
|                                               | Mauricio Sahuí                                | Intézményes Forradalmi Párt                   | Mindenki Yucatánért                           |                  |      |
|                                               | Joaquín Díaz Mena "Huacho"                    | Nemzeti Újjászületési Mozgalom                | Együtt Történelmet Fogunk Csinálni            |                  |      |
|                                               | Jorge Zavala Castro                           | Demokratikus Forradalom Pártja                |                                               |                  |      |
|                                               | Érvényes szavazatok                           |                                               |                                               |                  |      |
|                                               | Érvénytelen szavazatok                        |                                               |                                               |                  |      |
| Összes szavazat                               | Összes szavazat                               | Összes szavazat                               | Összes szavazat                               |                  | 100% |
| Választásra jogosultak száma/Részvételi arány | Választásra jogosultak száma/Részvételi arány | Választásra jogosultak száma/Részvételi arány | Választásra jogosultak száma/Részvételi arány | 1,544,062        |      |
| Forrás:                                       |                                               |                                               |                                               |                  |      |

#### Morelos
| Jelölt                                 | Jelölt                                 | Párt                                   | Koalíció                               | Szavazatok száma | %    |
| -------------------------------------- | -------------------------------------- | -------------------------------------- | -------------------------------------- | ---------------- | ---- |
|                                        | Víctor Caballero                       | Nemzeti Akció Párt                     | Előre Moreloszért                      |                  |      |
|                                        | Jorge Meade                            | Intézményes Forradalmi Párt            |                                        |                  |      |
|                                        | Rodrigo Gayosso                        | Demokratikus Forradalom Pártja         | Mindenki Moreloszért                   |                  |      |
|                                        | Nadia Luz Lara                         | Mexikói Zöld Párt                      |                                        |                  |      |
|                                        | Cuauhtémoc Blanco                      | Társadalmi Harc Pártja                 | Együtt Történelmet Fogunk Csinálni     |                  |      |
|                                        | Alejandro Vera Jiménez                 | Új Szövetség Pártja                    |                                        |                  |      |
|                                        | Mario Rojas Alba                       | Humanista Párt                         |                                        |                  |      |
|                                        | Fidel Demedicis Hidalgo                | Független                              |                                        |                  |      |
|                                        | Érvényes szavazatok                    |                                        |                                        |                  |      |
|                                        | Érvénytelen szavazatok                 |                                        |                                        |                  |      |
| Összes szavazat                        | Összes szavazat                        | Összes szavazat                        | Összes szavazat                        |                  | 100% |
| Választásra jogosultak száma/Részvétel | Választásra jogosultak száma/Részvétel | Választásra jogosultak száma/Részvétel | Választásra jogosultak száma/Részvétel | 1,439,365        |      |
| Forrás:                                |                                        |                                        |                                        |                  |      |

## Következmények
A választást sokan az ország történelmi fordulatának tekintik, ugyanis sem a 70 évig megszakítás nélkül kormányzó Intézményes Forradalmi Párt jelöltje, sem a 2000 és 2012 között kormányzó Nemzeti Akció Párt jelöltje nem nyert. Az ország életében először egy baloldali jelölt nyert.

## Elnökjelöltek vitaműsorai
Három választási vitaműsor kerül adásba , amiket a Televisa társaság Las Estrellas és az Azteca társaság Azteca 1 csatornája közvetít élőben:
| Dátum             | Helyszín                                          | Műsor címe                                     | Témák | Résztvevők | Közvetítő csatornák                |
| ----------------- | ------------------------------------------------- | ---------------------------------------------- | --- | --- | ---------------------------------- |
| 2018. április 22. | Mexikóváros, Bányászati Palota                    | Politika és kormány (Política y Gobierno)      | Korrupcióellenes harc Közbiztonság és erőszak Demokrácia Pluralizmus Kisebbségek jogai                                | Margarita Zavala Jaime Rodríguez Calderón Ricardo Anaya Cortés José Antonio Meade Andrés Manuel Lopez Obrador | Las Estrellas Azteca Uno Univision |
| 2018. május 20.   | Tijuana, Alsó-Kalifornia Alsó-Kaliforniai Egyetem | Mexikó a világban (México en el mundo)         | Külpolitika és beruházások Határvédelem és a nemzetközi bűnözés elleni harc Bevándorlók jogai                         | Margarita Zavala Jaime Rodríguez Calderón Ricardo Anaya Cortés José Antonio Meade Andrés Manuel Lopez Obrador | Las Estrellas Azteca Uno Univision |
| 2018. június 12.  | Merida, Yucatán Museo del Mundo Maya              | Gazdaság és fejlesztés (Economía y desarrollo) | Gazdasági növekedés Szegénység és egyenlőtlenség Oktatás, tudomány és technológia Fenntartható fejlődés Klímaváltozás | Jaime Rodríguez Calderón Ricardo Anaya Cortés José Antonio Meade Andrés Manuel Lopez Obrador                  | Las Estrellas Azteca Uno Univision |

## Vitatott dolgok

### Politikusok ellen elkövetett gyilkosságok
A 2017. szeptemberi választási kampány kezdete óta több mint 100 politikust öltek meg. A legtöbb gyilkosságot Guerrero (23), Oaxaca (19), Puebla (12) és Veracruz (8) államokban követték el. 2018. június 12-ig 113-ra emelkedett a gyilkosságok száma: 15 képviselő-jelölt, 28 leendő jelölt, a többiek polgármesterek, volt polgármesterek, képviselők, aktivisták voltak. Koalíció szerint 44 jelölt a Mindenki Mexikóért, 43 jelölt az Előre Mexikóért és 18 jelölt az Együtt Történelmet Fogunk Csinálni szövetség jelöltjei voltak.

### PRI és a Cambridge Analytica
A Facebook Cambridge Analyticaval nyilvánosságra került botránya után, 2018 áprilisában a Forbes magazin a brit Channel 4 News hírcsatornára hivatkozva közzétette, hogy bizonyítékuk van a PRI és a Cambridge Analytica közötti kapcsolatra. Arra is találtak bizonyítékot, hogy a párt 2018 januárjáig együtt dolgozott a céggel.

### Választási csalásra esély
A Bloomberg közzé tett egy riportot, amiben Tony Payan, a houstoni Rice Egyetem Mexikó Központjának igazgatója kifejtette, hogy a PRI akár megismételheti azt a választási csalást, amit 1988-ban követtek el. A The New York Times 2017-es cikke szerint Nieto 2012 óta 2 milliárd dollárt költött hirdetésekre, ami a legnagyobb reklámköltés, amit egy mexikói elnök eddig véghez vitt. A Bloomberg egy cikke szerint felmerül a gyanú, hogy José Antonio Meade, a PRI elnökjelöltje a választási kampány során tiltott kampányfinanszírozásban részesülhet.

### Az Egyesült Államok és Oroszország beavatkozásával kapcsolatos vádak
John F. Kelly, az Egyesült Államok belbiztonsági minisztere 2017 áprilisában úgy nyilatkozott, hogy egy baloldali elnök Mexikóban „nem lenne jó sem Amerikának, sem Mexikónak”. Az állítással – széles körben elterjedt nézet szerint – Andrés Manuel López Obradorra, a MORENA párt elnök-jelöltjére utaltak. Ez komoly vitát váltott ki Mexikóban, amit a mexikói választás befolyásolásának és López Obrador lejáratásának tekintenek.
2017 decemberében H. R. McMaster, az Egyesült Államok nemzetbiztonsági tanácsadója azt állította, hogy „Oroszország kampányt indított azért, hogy befolyásolja a 2018-as mexikói elnökválasztást és felkavarja az állóvizet”, a beavatkozás módját azonban nem fogalmazta meg, és azt sem, hogy szerinte az oroszoknak ki lehet az ideális elnökjelölt. Az orosz kormány tagadta a vádakat. Enrique Ochoa Reza, a PRI elnöke azt állította, hogy López Obrador kampányát „orosz és venezuelai érdekeltségek” támogatják. López Obrador a PRI elnökének kijelentését az ellene folytatott rágalomhadjárat egy részének tekintette. López Obrador később a közösségi médiában egy videót tett közzé, amiben magát Andres Manuelovichnak nevezte, így csinált viccet az ellene irányuló lejáratásokból.
Bob Menendez, New Jersey és Marco Rubio, Florida szenátorai arra kérték Rex Tillerson külügyminisztert, hogy „harcoljanak az oroszok mexikói választáson való beavatkozása ellen”.